# Yang Wang
Pour les articles homonymes, voir Wang (patronyme) et Wang Yang.
Yang Wang, né le 24 septembre 1994 dans la province de Anhui, est un pongiste slovaque.

## Biographie
Il est né en Chine mais a choisi adolescent de déménager et de jouer pour la Slovaquie après avoir été repéré par un entraîneur slovaque. 
Il obtient la nationalité slovaque le 25 mai 2011. La même année il est exclu par son pays des championnats d'Europe jeune à cause de doute sur sa date de naissance officielle. Cette exclusion fait suite à des réclamations de la France et de la Belgique auprès de l'ETTU. Elles l'accusait d'avoir menti sur celle-ci et qu'il est en fait né en 1992. Après plusieurs recherches l'ETTU et l'ITTF reconnaissent officiellement qu'il a triché et qu'il est né en 1990. Cependant il est finalement blanchi par l'ITTF en 2014 qui admet son erreur et qui rétablit sa date de naissance à 1994. De nombreux documents ont été fourni par l'association slovaque de tennis de table dont un test de densité osseuses afin de convaincre l'ITTF de l'absence de triche. 
Il est sacré champion de Slovaquie en simple en 2014, 2015 2017et en 2018. 
Il obtient son meilleur résultats sur la scène internationale en s'inclinant contre son compatriote Ľubomír Pištej en demi-finale de l'Open de Slovénie de 2018. 
Il bat le hongrois Adam Szudi au tournoi de qualification olympique européen individuel. Ce résultat lui permet de décrocher le dernier ticket du tableau qualificatif aux Jeux olympiques de 2024 à Paris. C'est alors sa troisième participation aux Jeux olympiques après ceux de 2016 et 2020.
Il est le 69e joueur mondial en juillet 2024. Il a atteint sa meilleure place en mars 2020 en occupant le 32e rang au classement mondial.

## Parcours en club
Il signe en 2020 avec le club du français du Caen TTC. Il est alors le n°2 du championnats français de pro A.
Il met un terme à sa collaboration avec le club en novembre 2023 après la naissance de sa fille qui l'a obligé à repartir en Chine,.